# 공포의 수학 열차
《공포의 수학 열차》(영어: Terror Train)는 캐나다와 미국에서 제작된 로저 스포티스우드 감독의 1980년 슬래셔 영화이다. 벤 존슨, 제이미 리 커티스, 하트 보크너 등이 출연하였고, 해럴드 그린버그 등이 제작에 참여하였다.

## 출연진
- 벤 존슨
- 제이미 리 커티스
- 하트 보크너
- 샌디 커리
- 티머시 웨버
- 데릭 매키넌
- 조이 부셜
- 데이비드 코퍼필드

## 기타 제작진
- 미술: 글렌 바이드웰
- 의상: 수전 홀